# Cofradía de la Santa Vera Cruz y Soledad (Aldeanueva de Ebro)
La Cofradía de La Vera Cruz y Soledad es la más antigua de las cofradías existentes en la Semana Santa de Aldeanueva de Ebro y la única erigida oficialmente por la Diócesis de Calahorra, la componen unos 200 cofrades.
Esta cofradía se funda a principios del siglo XVIII, en torno al año 1710, como indicaría el Libro de Actas existente en el Archivo Histórico Diocesano de Logroño, para realizar las funciones propias de la Semana Santa.  Esta cofradía no incluye disciplinas de sangre como se venían haciendo en las cofradías fundadas durante el siglo XV y XVI.
Popularmente se los conoce como carapuchetes, por los capirotes que portan.
Realizan una misa cada Miércoles Santo por los cofrades fallecidos. Y participan en todos los oficios religiosos de la Semana Santa, misas, procesiones, viacrucis, y especialmente en la Vigilia Pascual.

## Procesiones y pasos
En Aldeanueva de Ebro se realizan las siguientes procesiones y actos:
Domingo de Ramos
- Procesión de las Palmas: Se realiza una misa a las 10 y posteriormente bendición de ramos, en la ermita de la Virgen de los Remedios y procesión de Ramos hasta la parroquia acompañada de la Banda de trompetas y tambores de la cofradía de la Vera Cruz.

Miércoles Santo:
- Procesión del Encuentro del Ecce Homo y de la Soledad: a las 21:30, procesión acompañada por la Banda de Cornetas y Tambores de la Vera Cruz y Soledad.[2]

Jueves Santo:
- Procesión de Jueves Santo: a las 21:00.[2]

Viernes Santo:
- Viacrucis: a las 12:00.[2]
- Procesión de Viernes Santo: a las 21:00.[2]

Domingo de Resurrección:
- Procesión y Encuentro gozoso de la Virgen con el Resucitado y el tradicional Robo del manto: cerca de las 13:00. Acompañado por la Banda de Cornetas y Tambores de la Vera Cruz y Soledad.[2]